# القضية الفلسطينية والمجتمع الأميركي
القضية الفلسطينية والمجتمع الأمريكي هو كتاب من تأليف المفكر الفلسطيني الأمريكي إدوارد سعيد، الذي يعرض فيه مواقف وآراء المجتمع الأمريكي تجاه القضية الفلسطينية وكيفية تأثير السياسة الأمريكية على فهم الغرب للصراع الفلسطيني الإسرائيلي. يناقش سعيد في هذا الكتاب الدور الذي يلعبه الإعلام والسياسة في تشكيل الرأي العام الأمريكي حول النزاع الفلسطيني الإسرائيلي، كما يتناول علاقة المجتمع الأمريكي بالقضية الفلسطينية على الصعيدين السياسي والثقافي.

### ملخص الكتاب
في هذا الكتاب، يقدم إدوارد سعيد تحليلاً شاملاً للعلاقة بين المجتمع الأمريكي والقضية الفلسطينية، مشيرًا إلى أن المجتمع الأمريكي كان في البداية يدعم بشدة السياسة الإسرائيلية، لكنه بدأ يشهد تغيرات بمرور الوقت. سعيد يتناول في الكتاب:
1. السياسة الأمريكية تجاه إسرائيل وفلسطين: كيف أن الولايات المتحدة كانت تعتبر إسرائيل حليفًا استراتيجيًا في الشرق الأوسط وداعمًا لها سياسيًا واقتصاديًا.
2. الإعلام الأمريكي: كيف ساهم الإعلام الأمريكي في تشكيل صورة غير متوازنة عن الفلسطينيين والإسرائيليين.
3. الحركات المناصرة لفلسطين: كيف ظهرت حركات داخل المجتمع الأمريكي تدعو إلى العدالة للفلسطينيين، وتروج لحقوقهم من خلال دعم حركة BDS (حركة المقاطعة وسحب الاستثمارات وفرض العقوبات).

### إدوارد سعيد في الكتاب
إدوارد سعيد كان دائمًا ناقدًا حادًا للسياسة الأمريكية في الشرق الأوسط، ويعد الكتاب من أبرز أعماله التي يعرض فيها نقده لسياسات الولايات المتحدة تجاه الفلسطينيين. يقول سعيد في الكتاب إن هناك انحيازًا في السياسة الأمريكية لصالح إسرائيل، ويشير إلى أن هذا الانحياز قد ساهم في تفاقم الأزمة الفلسطينية.

### الإعلام وتأثيره على الرأي العام الأمريكي
الإعلام الأمريكي كان له دور كبير في تشكيل الرأي العام الأمريكي تجاه الصراع الفلسطيني الإسرائيلي، حيث كان في الغالب يُظهر إسرائيل على أنها ضحية للإرهاب الفلسطيني، في حين كان يُقلل من أهمية معاناة الفلسطينيين تحت الاحتلال. سعيد في كتابه يناقش هذا التأثير السلبي للإعلام على الفهم الأمريكي للقضية الفلسطينية ويؤكد ضرورة تناول القضية من منظور إنساني أكثر توازنًا.

### التأثير الثقافي في المجتمع الأمريكي
إدوارد سعيد كان له دور بارز في تغيير طريقة فهم المجتمع الغربي لفلسطين، من خلال محاضراته وأعماله الأكاديمية مثل "الاستشراق" و"الثقافة والإمبريالية". في "القضية الفلسطينية والمجتمع الأمريكي"، يسعى سعيد إلى إحداث تحول في طريقة تفكير الأمريكيين حيال القضية الفلسطينية، داعيًا إلى فحص مواقفهم النقدية تجاه إسرائيل وفهم حقوق الفلسطينيين بشكل أكثر عمقًا.
ويعد كتاب "القضية الفلسطينية والمجتمع الأمريكي" من الأعمال التي تسلط الضوء على تأثير السياسة الأمريكية والإعلام على كيفية تعامل المجتمع الأمريكي مع القضية الفلسطينية. من خلال هذا الكتاب، أضاف إدوارد سعيد أبعادًا فكرية جديدة لقضية الشعب الفلسطيني، وأسهم في تغيير الوعي العام تجاه معاناته. الكتاب يظل مرجعًا مهمًا لفهم العلاقة بين أمريكا وفلسطين في إطار الصراع المستمر.

## وصلات خارجية
- [إدوارد سعيد - ويكيبيديا](https://ar.wikipedia.org/wiki/%D8%A5%D8%AF%D9%88%D8%A7%D8%B1%D8%AF_%D8%B3%D8%B9%D9%8A%D8%AF)
- [القضية الفلسطينية - ويكيبيديا](https://ar.wikipedia.org/wiki/%D8%A7%D9%84%D9%82%D8%B6%D9%8A%D8%A9_%D8%A7%D9%84%D9%81%D9%84%D8%B3%D8%B7%D9%8A%D9%86%D9%8A%D8%A9)
- [الاستشراق - ويكيبيديا](https://ar.wikipedia.org/wiki/%D8%A7%D9%84%D8%A7%D8%B3%D8%AA%D8%B4%D8%B1%D8%A7%D9%82_(%D9%83%D8%AA%D8%A7%D8%A8))
- [حركة المقاطعة (BDS) - ويكيبيديا](https://ar.wikipedia.org/wiki/%D8%AD%D8%B1%D9%83%D8%A9_%D8%A7%D9%84%D9%85%D9%82%D8%A7%D8%B7%D8%B9%D8%A9_(%D8%A8%D9%8A%D8%AF%D9%8A%D8%A7%D8%B3))